# Krzysztof Jaworski (pisarz)
Krzysztof Jaworski (ur. 27 grudnia 1966 w Kielcach) – polski poeta, prozaik, dramaturg, literaturoznawca; dr hab. profesor Uniwersytetu Jana Kochanowskiego w Kielcach. Jego utwory ukazywały się w czasopismach takich jak: „brulion”, „Twórczość” i „Dialog”. Nominowany do Nagrody Literackiej Gdynia 2014 w kategorii proza za książkę Do szpiku kości. Ostatnia powieść awangardowa.

## Poezja
- Wiersze (1988-1992), bibLioteka „brulionu”, Warszawa-Kraków 1992 („fioletowa seria”)
- Kameraden, wyd. „Miniatura”, Kraków 1994 (nakład ok. 10 egzemplarzy, wydanie bez zgody i upoważnienia autora)
- 5 poematów, wyd. „Agencja Komputerowa Grzegorz Dąbkowski”, Kielce 1996
- Jesień na Marsie, Legnica 1997, seria „barbarzyńcy i nie” [nakład 99 egz.]
- Hiperrealizm świętokrzyski, biblioteka „Kartek”, Białystok 1999
- Czas triumfu gołębi, Wydawnictwo Pomona, Wrocław 2000
- Kapitał. W słowach i obrazach, wyd. SFS, Kielce 2002
- Das Kapital. In Worten und Bildern, wyd. polnische versager verlag & PIGASUS polish poster gallery, der Ubersetzung by Tomasz Sosiński, Berlin 2004
- Dusze Monet, wyd. Biuro Literackie, Wrocław 2007
- .byłem,  wyd. Biuro Literackie, Wrocław 2014
- Ciąg Fibonacciego. 111 wierszy, Wydawnictwo Convivo, Warszawa 2019

## Proza
- Pod prąd, „Państwowy Instytut Wydawniczy”, Warszawa 1999
- Batalion misiów, biblioteka „Kartek”, Białystok 2001
- Warzywniak, „Biuro Literackie”, Wrocław 2009
- Do szpiku kości. Ostatnia powieść awangardowa, „Biuro Literackie”, Wrocław 2013

## Dramat
- Szeherezada, czyli disco-polo live! Tragedia narodowa w trzech częściach z epilogiem, druk: „Dialog” 1997, nr 12, s. 5-23; prapremiera: Teatr im. Solskiego, Tarnów 7 marca 1998
- Czekając na Mrożka, [monodram], Teatr Dramatyczny w Legnicy, listopad 1996

## Publikacje naukowe
- Bruno Jasieński w sowieckim więzieniu. Aresztowanie, wyrok, śmierć, Kielce 1995
- Bruno Jasieński w Paryżu (1925-1929), Kielce 2003
- Czytały go białe panienki z podkrążonymi oczyma – kilka słów o życiu i poezji Brunona Jasieńskiego. W: Bruno Jasieński: But w butonierce i inne wiersze, Wydawnictwo Iskry, Warszawa 2006
- Dandys. Słowo o Brunonie Jasieńskim, Wydawnictwo Iskry, Warszawa 2009
- Kronika polskiego futuryzmu (praca habilitacyjna), Kielce 2015
- Natychmiastowa futuryzacja życia! Manifesty, odezwy, wypowiedzi programowe polskich futurystów 1919-1939, Kraków 2017, 978-83-65644-30-5
- Znani – nieznani, ale zawsze ciekawi. O listach Brunona Jasieńskiego do Stalina, zapomnianym obliczu polskiego futuryzmu i nowych zjawiskach w literaturze popularnej (od Marii H. Szpyrkówny do Philipa K. Dicka i Stephena Kinga), Kraków 2018, ISBN 978-83-65644-45-9

## Wiersze w antologiach
- przyszli barbarzyńcy, Oficyna Literacka, Kraków 1991, s. 55-58, 84 (wiersze: „Poczekam jeszcze”, „Listy do U. M.”, „Pacyfik etc.”, „Drażniące przyjemności”, „Wiersz”)
- Po Wojaczku 2. „brulion” i Niezależni, Warszawa 1992, s. 42-44 (wiersze: „Urocza Susan”, „Sytuacja dramatyczna”, „Wiersz miłosny”, „Ubywanie”)
- Czesławowi Miłoszowi – poeci. Antologia, wybór, opracowanie i wstęp A. Fiut, „Wydawnictwo Baran i Suszczyński”, Kraków 1996, s. 88 [wiersz: „Drażniące przyjemności”]
- Długie pożegnanie. Tribute to Raymond Chandler, Kraków 1997, wyd. „Zebra”, s. 15 [wiersz: „Kłopoty to moja specjalność”]
- Macie swoich poetów, Warszawa 1996, wyd. Lampa i Iskra Boża, s. 52-54 [wiersze: „Don Kichot spotyka Mussoliniego i wyjaśnia mu, że poprawianie świata nie ma większego sensu”, „Pacyfik etc.”, „Zmierzch”, „Mickiewicz dojada Słowackiemu”, „Zima”, „Noc długich noży”, „Niebieskie oczy proletariatu”, „Ubywanie”]
- Antologia, wybór wierszy i fotografii Wojciech Wilczyk, Oficyna Literacka, Kraków 1999, s. 77-93 [wiersze: „Kiedyś byłem szczupłym facetem”, „Niebieskie oczy proletariatu”, „Zmierzch”, „Zapytajcie swoje Ewy Braun czy podoba im się Austria”, „Wiersze przeciw kojotom”, „W prosty sposób”, „Wszyscy równi, wszystko wspólne, żadnej władzy”, „Monsieur Pologne”, „Zmarłem kiedy miałem osiem lat”, „Pamięci Krzysztofa Jaworskiego”, „Przyszła po mnie śmierć i mówi”, „Drażniące przyjemności”]
- 14.44, [antologia poezji], Legnica 2000, s. 14-17 [wiersze: „Powrót na łono ojczyzny Juliusza Słowackiego”, „Tymczasem Faust”, „A taki wiersz”, „W prosty sposób”, Kiedyś byłem szczupłym facetem”]
- Antologia nowej poezji polskiej 1990-1999, wyd. Zielona Sowa, Kraków 2000, s. 111-113 [wiersze: „Przyszła po mnie śmierć i mówi”, „Cud w Brugsenie”, „Łaska scenarzysty”, „Kobiety idą do diabła”, „Ubywanie”, „Pacyfik etc.”]

## Udział w publikacjach zbiorowych
- Lekcja pisania, Wydawnictwo Czarne, Gładyszów 1998, s. 85-87 [esej: „Wszystko co chcielibyście wiedzieć o...”]
- Ostry nawrót dekadencji, wyd. „Obserwator”, Poznań 1997, s. 47 [wiersz: „Przewidywanie przyszłości”]
- Życie po życiu/Life after life, Wojciech Wilczyk, katalog wystawy, wyd. Centrum Sztuki Współczesnej Zamek Ujazdowski Warszawa 2007, s. 14 [opowiadanie: „Pan Skarpeta/Mr. Sock”, tłum. Marcin Wawrzyńczak]

## Ważniejsze publikacje prasowe
- „Akcent” (Lublin) 1998, nr 1-2, s. 122-123 (poemat: „Wspólny pokój”)
- „brulion” 1990 (Kraków), nr 13, s. 22-26 (wiersze: „Drażniące przyjemności”, „Listy do U.M.”, „Nowojorska policja”, „Sikające żaby”, „Unieruchomiony”, „Pacyfik etc.”, „Poczekam jeszcze”)
- „brulion” 1990, nr 14-15, s. 31 (wiersz: „Ubywanie”)
- „brulion” 1990, nr 16, s. 30-33 (poemat: „Shelley tonący”)
- „brulion” 1991, nr 17/18, s. 88-90 (poemat (współautor D. Foks): „Jazz zmartwychwstania”)
- „brulion” 1993, 21-22, s. 118 (wiersz: „Noc długich noży”)
- „brulion” 1995, nr 25, s. 175-177 (wiersze: „Zima”, „Zapytajcie swoje Ewy Braun czy podoba im się Austria”, „Mickiewicz dojada Słowackiemu”, „Przeklęty wynalazek druku”)
- „brulion” 1995, nr 27, s. 17-19 (poemat: „Pamięci Krzysztofa Jaworskiego”)
- „brulion” 1996, nr 28, s. 305-308 (opowiadanie: „Śmierć, wieczna rewolucjonistka”)
- Bundesstrasse 1 (Konstancja, Niemcy) 1995, nr 6-7, s. 34-37 (poemat: „Porwanie Paryża”, wiersz: „Chłopiec z Batmanem. Obrazek miejski”)
- Bundesstrasse 11996, nr 8-9, s. 90 (wiersze: „Cisza”, „Czas triumfu gołębi”)
- Bundesstrasse 11996/97, nr 10, s. 9, 13 (wiersze: „Dzień w którym zatłucze mnie żona”, „Smutne życie biografa”)
- Bundesstrasse 11996/97, nr 10, s. 10, 12-13 (opowiadania: „Jezus na prezydenta”, „Ikar (7:45 – 9:07)”)
- Czas Kultury (Poznań) 1995, nr 5-6, s. 75 [poemat: „Pamiętnik grafomana”]
- Czterech poetów przeklętych (jednodniówka) (Lądek-Zdrój) 1997, s. 2 (wiersze: „Nieodwracalne skutki rusyfikacji”, „Czas triumfu gołębi”, „Sytuacja dramatyczna”, „Drażniące przyjemności”)
- FA-art (Katowice) 1996, nr 3, s. 57-58 (opowiadanie: „Feminista bez powodu”)
- Jawor Sky [jedniodniówka] (Legnica) 1997, s. 2 (wiersz: „Z Kielc do Kielc”)
- Kartki (Białystok) 1996, nr 12, s. 7 (wiersze: „Hiperrealizm świętokrzyski”, „Wywiad z kowbojem”, „Noc. Absolutna ciemność”)
- Kartki 1996, nr 13, s. 10 (wiersz: „O’haryści i pederaści”)
- Kartki 1997, nr 1, s. 116 (wiersz: „Omega”)
- Kartki 1997, nr 2, s. 53-56 (poemat: „Homage to Maria Konopnicka”)
- Kartki 1997, nr 3, s. 69 (wiersz: „Wszyscy równi, wszystko wspólne, żadnej władzy”)
- Kartki 1998, nr 2, s. 4, 101-107 (wiersz: „Mickiewicz dojada Słowackiemu”; scenariusz filmowy (współautor W. Świętnicki) „Wszystkie zwierzęta prezydenta. Prawdziwa historia Billa i Moniki”)
- Kartki 1999, nr 20, s. 9, 21 (wiersze: „Powrót na łono ojczyzny Juliusza Słowackiego”, „Jedynie dzieci średnich ośrodków przemysłowych”, „Kobiety idą do diabła”)
- Krzysztof Jaworski – osobny rozdział (wiersze), Legnica 1996-97, wyd. „barbarzyńcy i nie”, s. 16 (nakład 99 egz.)
- Nowy Nurt (Poznań) 1995, nr 5, s. 8-9 (opowiadanie: „Batalion misiów”)
- Nowy Nurt 1995, nr 11, s. 6 (wiersze: „Kameraden”, „Miejsce urodzenia”, „O idei równości”, „Elektromonter Kolasiński zgolił wąsy”)
- Nowy Nurt 1995, nr 18, s. 8-10 (opowiadanie: „Listy z pociągów”)
- Nowy Nurt 1996, nr 4, s. 9 (poemat: „Powrót na łono ojczyzny Juliusza Słowackiego”)
- „Odra” (Wrocław) 1996, nr 6, s. 81 (esej: „Mój wiersz”; wiersz: „Czas triumfu gołębi”)
- Okolice (Warszawa) 1988, nr 10, s. 70-74 (wiersze: „Zmiana sytuacji”, „Wszystko w porządku”, „Esej o sztuce”, „Fatalny dzień”, „Na przykład czasy się zmieniły”, „Luźne związki”)
- Opcje (Katowice) 1998, nr 4 (opowiadanie: „Pan Skarpeta”)
- Student (Warszawa) 1988, nr 13, s. 13 (wiersze: „Wszystko w porządku”, „Na przykład czasy się zmieniły”)
- „Twórczość” (Warszawa) 1994, nr3, s. 43-45 (wiersze: „Odstający”, „Egocentryzm, sentymentalizm, melancholia”, „Oddającym, życie dla dobra ludzkości”, „Kłopoty, kłopoty”, „Papierowe gardenie”)
- „Twórczość” 1995, nr 2, s. 6-18 (opowiadania: „Bezbożnik wojujący”, „Wyznania polskiego fryzjera”)
- „Twórczość” 1996, nr 11 i 12 (powieść: „Pod prąd”)
- „Twórczość” 2001, nr 12, s. 6-21 (opowiadanie: „Warzywniak, 360°”)
- Tygodnik Literacki (Warszawa) 1991, nr 9, s. 7 (wiersz: „Don Kichot spotyka Mussoliniego i wyjaśnia mu, że poprawianie świata nie ma większego sensu”)
- Tygodnik Literacki 1991, nr 18-19, s. 12-13 (wiersze: „Chwila”, „Luźne związki”, „Urocza Susan”, „Wiersz miłosny”,” Sytuacja dramatyczna”, „Chesty Morgan o piersiach jak obłęd”,” Wiersz”)
- Tygodnik Powszechny (Kraków) 1995, nr 40, s. 13 [wiersze: „Przewidywanie przyszłości”, „Nieodwracalne skutki rusyfikacji”

## Wiersze w antologiach i czasopismach obcojęzycznych
- Bile propasti. Antologie soucasne polske poezie, t. II, Host / Weles, Brno 1997 (wiersze w języku czeskim tłum. B. Trojak)
- Øverste kirurgiske(Kopenhaga) 1998, nr 16-17; 2000, nr 28 (wiersze w języku duńskim tłum. B. G. Wróblewski & J. Drong)
- Landschaften und Luftinseln. Polnische Erzählungen den Gegenwart, Deutscher Taschenbuch Verlag, Monachium 2000 (opowiadanie w języku niemieckim, tłum. Ariane Afsari)
- Gegner (Berlin) 2001, nr 10 (wiersze w języku niemieckim, tłum. T. Sosinski)